# Selenisa dimidiaria
Selenisa dimidiaria là một loài bướm đêm trong họ Erebidae.